# 25. šahovska olimpijada
25. šahovska olimpijada je potekala leta 1982 v Lucernu (Švica).
Sovjetska zveza je osvojila prvo mesto, Češkoslovaška drugo in ZDA tretje.
Sodelovalo je 545 šahistov v 92 reprezentancah; odigrali so 2.580 partij.